# Campeonato Mundial de Ginástica Acrobática de 1992
O 10º Campeonato Mundial de Ginástica Acrobática foi organizado pela Federação Internacional de Ginástica nos dias 25 a 28 de novembro de 1992, em Rennes, na França. Foram disputados 21 eventos nas categorias feminino, masculino e misto.

## Resultados

### Saltos acrobáticos masculinos
Os resultados finais foram os seguintes.
Geral
| Posição           | Ginasta             | Nacionalidade | Pontos |
| ----------------- | ------------------- | ------------- | ------ |
| Medalha de ouro   | Alexei Kryzhanovsky | Rússia        | 29.72  |
| Medalha de prata  | Vladimir Ignatenkov | Rússia        | 29.64  |
| Medalha de bronze | Krzysztof Wilus     | Polónia       | 29.38  |

Primeiro exercício
| Posição           | Ginasta          | Nacionalidade | Pontos |
| ----------------- | ---------------- | ------------- | ------ |
| Medalha de ouro   | Wu Ming          | China         | 19.75  |
| Medalha de prata  | Radoslaw Walcak  | Polónia       | 19.33  |
| Medalha de bronze | Grigory Dushenko | Ucrânia       | 19.30  |

Segundo exercício
| Posição           | Ginasta             | Nacionalidade | Pontos |
| ----------------- | ------------------- | ------------- | ------ |
| Medalha de ouro   | Vladimir Ignatenkov | Rússia        | 19.78  |
| Medalha de prata  | Krzysztof Wilus     | Polónia       | 19.66  |
| Medalha de bronze | Wu Ming             | China         | 19.28  |

### Pares masculinos
Os resultados finais foram os seguintes.
Geral
| Posição           | Equipe                     | Nacionalidade | Pontos |
| ----------------- | -------------------------- | ------------- | ------ |
| Medalha de ouro   | K. Fenzi, H. Hai           | China         | 29.68  |
| Medalha de prata  | S. Korovin , A. Pozdnyakov | Rússia        | 29.50  |
| Medalha de bronze | R. Lachkov, V. Vladev      | Bulgária      | 29.24  |

Primeiro exercício
| Posição           | Equipe                     | Nacionalidade | Pontos |
| ----------------- | -------------------------- | ------------- | ------ |
| Medalha de ouro   | K. Fenzi, H. Hai           | China         | 19.86  |
| Medalha de prata  | S. Korovin , A. Pozdnyakov | Rússia        | 19.68  |
| Medalha de bronze | R. Lachkov, V. Vladev      | Bulgária      | 19.50  |

Segundo exercício
| Posição           | Equipe                     | Nacionalidade | Pontos |
| ----------------- | -------------------------- | ------------- | ------ |
| Medalha de ouro   | K. Fenzi, H. Hai           | China         | 19.76  |
| Medalha de prata  | S. Korovin , A. Pozdnyakov | Rússia        | 19.66  |
| Medalha de bronze | T. Welzen, A. Piechota     | Polónia       | 19.36  |
| Medalha de bronze | S. Knyazev, I. Perehrest   | Lituânia      | 19.36  |

### Grupo masculino
Os resultados finais foram os seguintes.
Geral
| Posição           | Equipe                                                   | Nacionalidade | Pontos |
| ----------------- | -------------------------------------------------------- | ------------- | ------ |
| Medalha de ouro   | V. Kirpichev , S. Volodin , V. Novochikhin , V. Menzhega | Rússia        | 29.62  |
| Medalha de prata  | L. Fangxin, W. Yun, T. Wi, A.Meng                        | China         | 29.16  |
| Medalha de bronze | H. Krumb, P. Schmidt, M. Messer, D. Muhlman              | Alemanha      | 28.64  |

Primeiro exercício
| Posição           | Equipe                                                   | Nacionalidade | Pontos |
| ----------------- | -------------------------------------------------------- | ------------- | ------ |
| Medalha de ouro   | V. Kirpichev , S. Volodin , V. Novochikhin , V. Menzhega | Rússia        | 19.72  |
| Medalha de prata  | A. Vintilov, I. Tishchenko, V. Karun, S. Bobrovnik       | Ucrânia       | 19.46  |
| Medalha de bronze | S. Nikolov, T. Georgiev, P. Nikolov, O. Vasilev          | Bulgária      | 19.22  |
| Medalha de bronze | L. Fangxin, W. Yun, T. Wi, A.Meng                        | China         | 19.22  |

Segundo exercício
| Posição           | Equipe                                                   | Nacionalidade | Pontos |
| ----------------- | -------------------------------------------------------- | ------------- | ------ |
| Medalha de ouro   | V. Kirpichev , S. Volodin , V. Novochikhin , V. Menzhega | Rússia        | 19.80  |
| Medalha de prata  | L. Fangxin, W. Yun, T. Wi, A.Meng                        | China         | 19.72  |
| Medalha de bronze | A. Vintilov, I. Tishchenko, V. Karun, S. Bobrovnik       | Ucrânia       | 19.40  |

### Saltos acrobáticos femininos
Os resultados finais foram os seguintes.
Geral
| Posição           | Ginasta          | Nacionalidade | Pontos |
| ----------------- | ---------------- | ------------- | ------ |
| Medalha de ouro   | Cristina Roberta | França        | 29.28  |
| Medalha de prata  | Natália Kadatova | Rússia        | 29.52  |
| Medalha de bronze | Tatiana Paniyvan | Rússia        | 29.38  |

Primeiro exercício
| Posição           | Ginasta          | Nacionalidade | Pontos |
| ----------------- | ---------------- | ------------- | ------ |
| Medalha de ouro   | Cristina Roberta | França        | 19.70  |
| Medalha de prata  | Natália Kadatova | Rússia        | 19.56  |
| Medalha de bronze | Tatyana Morozova | Bielorrússia  | 19.42  |

Segundo exercício
| Posição           | Ginasta          | Nacionalidade | Pontos |
| ----------------- | ---------------- | ------------- | ------ |
| Medalha de ouro   | Cristina Roberta | França        | 19.72  |
| Medalha de prata  | Tatiana Paniyvan | Rússia        | 19.68  |
| Medalha de bronze | Huang Zhu        | China         | 19.60  |

### Pares femininos
Os resultados finais foram os seguintes.
Geral
| Posição           | Equipe                     | Nacionalidade | Pontos |
| ----------------- | -------------------------- | ------------- | ------ |
| Medalha de ouro   | L. Vinnikova, L. Pautova   | Rússia        | 29.68  |
| Medalha de prata  | M. Dacheva, F. Stoykova    | Bulgária      | 29.38  |
| Medalha de bronze | B. Sakowska, A. Bondarchuk | Polónia       | 29.12  |

Primeiro exercício
| Posição           | Equipe                   | Nacionalidade | Pontos |
| ----------------- | ------------------------ | ------------- | ------ |
| Medalha de ouro   | L. Vinnikova, L. Pautova | Rússia        | 19.82  |
| Medalha de prata  | M. Dacheva, F. Stoykova  | Bulgária      | 19.54  |
| Medalha de bronze | L. Sovik, N. Nosenko     | Ucrânia       | 29.50  |

Segundo exercício
| Posição           | Equipe                   | Nacionalidade | Pontos |
| ----------------- | ------------------------ | ------------- | ------ |
| Medalha de ouro   | L. Mayan, F. Onan        | China         | 19.78  |
| Medalha de ouro   | L. Vinnikova, L. Pautova | Rússia        | 19.78  |
| Medalha de bronze | M. Dacheva, F. Stoykova  | Bulgária      | 19.54  |

### Grupo feminino
Os resultados finais foram os seguintes.
Geral
| Posição           | Equipe                                    | Nacionalidade | Pontos |
| ----------------- | ----------------------------------------- | ------------- | ------ |
| Medalha de ouro   | L. Cholakova, S. Angelova, R. Encheva     | Bulgária      | 29.66  |
| Medalha de ouro   | T. Koltsova , E. Povetkina , A. Panfilova | Rússia        | 29.66  |
| Medalha de bronze | L. Ni, H. Vihao, H. Wingguo               | China         | 29.52  |

Primeiro exercício
| Posição           | Equipe                                        | Nacionalidade | Pontos |
| ----------------- | --------------------------------------------- | ------------- | ------ |
| Medalha de ouro   | L. Cholakova, S. Angelova, R. Encheva         | Bulgária      | 19.78  |
| Medalha de ouro   | T. Koltsova , E. Povetkina , A. Panfilova     | Rússia        | 19.78  |
| Medalha de bronze | L. Kakhovskaya, E. Domashenko, I. Grishchenko | Ucrânia       | 19.66  |

Segundo exercício
| Posição           | Equipe                                    | Nacionalidade | Pontos |
| ----------------- | ----------------------------------------- | ------------- | ------ |
| Medalha de ouro   | L. Ni, H. Vihao, H. Wingguo               | China         | 19.86  |
| Medalha de prata  | T. Koltsova , E. Povetkina , A. Panfilova | Rússia        | 19.84  |
| Medalha de bronze | L. Cholakova, S. Angelova, R. Encheva     | Bulgária      | 19.74  |

### Pares mistos
Os resultados finais foram os seguintes.
Geral
| Posição           | Equipe                      | Nacionalidade | Pontos |
| ----------------- | --------------------------- | ------------- | ------ |
| Medalha de ouro   | T. Hanqing, L. Chi          | China         | 29.80  |
| Medalha de prata  | O. Perelygina, E. Perelygin | Rússia        | 29.62  |
| Medalha de bronze | S. Eremkin, Y. Plotnikova   | Lituânia      | 29.56  |

Primeiro exercício
| Posição           | Equipe                      | Nacionalidade | Pontos |
| ----------------- | --------------------------- | ------------- | ------ |
| Medalha de ouro   | T. Hanqing, L. Chi          | China         | 19.86  |
| Medalha de prata  | O. Perelygina, E. Perelygin | Rússia        | 19.76  |
| Medalha de bronze | S. Eremkin, Y. Plotnikova   | Lituânia      | 19.68  |

Segundo exercício
| Posição           | Equipe                    | Nacionalidade | Pontos |
| ----------------- | ------------------------- | ------------- | ------ |
| Medalha de ouro   | T. Hanqing, L. Chi        | China         | 19.94  |
| Medalha de prata  | B. Stankova, I. Kattsov   | Bulgária      | 19.76  |
| Medalha de bronze | S. Kazakovsky, L. Oleinik | Ucrânia       | 19.76  |